# Douglas Hogg
Cet article concerne un homme politique conservateur contemporain. Pour son grand-père, voir Douglas Hogg (1er vicomte Hailsham). Pour les autres significations, voir Douglas Hogg (homonymie).
Douglas Hogg (né le 5 février 1945) est un homme politique conservateur anglais qui a été ministre de l'Agriculture, de la Pêche et de l'Alimentation sous John Major.